# Batillipes
Batillipes is een geslacht van de beerdiertjes. Het zijn kleine gesegmenteerde diertjes. De wetenschappelijke naam van het geslacht werd voor het eerst geldig gepubliceerd in 1909 door Ferdinand Richters.

## Soorten
- Batillipes acaudatus
- Batillipes adriaticus
- Batillipes africanus
- Batillipes annulatus
- Batillipes bullacaudatus
- Batillipes carnonensis
- Batillipes crassipes
- Batillipes dicrocercus
- Batillipes friaufi
- Batillipes gilmartini
- Batillipes lesteri
- Batillipes littoralis
- Batillipes longispinosus
- Batillipes marcelli
- Batillipes mirus
- Batillipes noerrevangi
- Batillipes orientalis
- Batillipes pennaki (vulpenstekel strandbeerdiertje)
- Batillipes philippinensis
- Batillipes phreaticus
- Batillipes roscoffensis
- Batillipes rotundiculus
- Batillipes similis
- Batillipes solitarius
- Batillipes spinicauda
- Batillipes tridentatus
- Batillipes tubernatis